# 人民民主党 (波多黎各)
人民民主党（西班牙語：Partido Popular Democrático，缩写为PPD），波多黎各政党，1938年成立，主张维持波多黎各政治现状。人民民主党与新进步党为波多黎各两大主要政党。
人民民主党主要创党人物为路易斯·穆尼奥斯·马林。现领导人为亚历山大·加尔西亚·帕迪利亚。